# Сильфида
Сильфида (фр. La Sylphide) — романтический балет в двух действиях.

## История

### Первоначальная версия на музыку Ж. Шнейцхоффера
Сюжет балета основан на фантастической новелле французского писателя Шарля Нодье «Трильби» (1822). Премьера балета на музыку французского композитора Жана Шнейцхоффера в постановке балетмейстера Филиппо Тальони состоялась в 1832 году в Гранд-Опера в Париже. Главную партию исполнила дочь Ф. Тальони, известная балерина Мария Тальони, Эффи — Лиз Нобле, в других партиях Жозеф Мазилье, Эли, Жорж, Эли, Луиза. Затем балет был показан в лондонском Ковент-Гардене 26 июля 1832 года, 18 сентября 1837 года — в Санкт-Петербурге, а 19 мая 1841 года — в миланском «Ла Скала».

### Классическая версия на музыку Г. Левенскольда
Вторая известная версия появилась 28 ноября 1836 года в Королевской опере в Копенгагене. Её появление было чистой случайностью. По иронии судьбы, изначально балетмейстер Август Бурнонвиль планировал показать оригинальную версию балета в исполнении Датского королевского балета, однако Парижская опера заломила столь высокую цену за партитуру Шнейцхоффера, что балетмейстер вынужден был обратиться к другому композитору — Герману Левенскольду. В своей партитуре он использовал традиционные шотландские мелодии. Хореография, в основу которой легла первоначальная версия Тальони, принадлежала Бурнонвилю. Главную партию исполнила семнадцатилетняя Люсиль Гран, роль Джеймса исполнял сам Бурнонвиль. Эта постановка вошла в историю балета, и именно она до сих пор ставится на всех крупнейших сценах мира.
Первой исполнительницей Сильфиды на московской сцене в 1837 году стала известная балерина Екатерина Санковская.

## Действующие лица и исполнители
- Сильфида — дух воздуха
- Анна — вдова фермера
- Джеймс — сын Анны
- Эффи — племянница Анны и невеста Джеймса
- Нэнси — подруга Эффи
- Гюрн — крестьянин
- Мэдж — колдунья
- Другие персонажи: сильфиды, шотландские крестьяне, старики, дети, ведьмы, звери

## Сюжет

### Действие 1
Молодому шотландцу Джеймсу, накануне его свадьбы с Эффи, является Сильфида — пленительный дух воздуха. Она порхает вокруг дремлющего у камина Джеймса и будит его поцелуем. Джеймс, очарованный Сильфидой, полюбившей его, пытается поймать её, но она исчезает. Когда собираются гости, Сильфида появляется вновь — невидимая никому, кроме Джеймса. Колдунья Мэдж предсказывает Эффи совсем другого жениха — Гюрна. Джеймс прогоняет колдунью, которая уходит, затаив на него обиду. Во время свадебного празднества вновь появляется Сильфида и похищает обручальное кольцо. Не в силах противостоять её чарам, Джеймс устремляется за ней, покинув убитую горем Эффи.

### Действие 2
Колдунья Мэдж ворожит, склоняясь над кипящим котлом, у неё в руках длинный прозрачный шарф. Царство сильфид в зачарованном лесу. Джеймс следует за ускользающей от него Сильфидой, но никак не может удержать её. Она возникает перед ним, подает воду из родника, ягоды. Джеймс пытается поймать её, но она недосягаема. Тогда колдунья предлагает Джеймсу волшебный шарф, с помощью которого он сможет пленить неуловимую Сильфиду. Когда Джеймс накидывает шарф на плечи Сильфиды, она теряет свои крылья и не может улететь. Но и жить она тоже не может. Подруги уносят погибшую Сильфиду в облака… Вдали проходит свадебное шествие — это Эффи и Гюрн…
Джеймс понимает, что потерял земное счастье в погоне за призрачной мечтой.

## Галерея
- Мария Тальони (Сильфида), Мазилье (Джеймс). Louis Maleuvre
- Лиз Нобле (Эффи)
- Люсиль Гран (Сильфида)